# Aleksis Kivi
Aleksis Kivi (født som Alexis Stenvall 10. oktober 1834, død 31. december 1872) var en finsk forfatter. Han er Finlands første store finsksprogede forfatter.
Hans hovedværk er romanen Syv brødre, der anses som en af de store klassikere i finsk litteratur.
- Wikimedia Commons har flere filer relateret til Aleksis Kivi

1. ↑  Navnet er anført på svensk og stammer fra Wikidata hvor navnet endnu ikke findes på dansk.
2. ↑  Navnet er anført på bokmål og stammer fra Wikidata hvor navnet endnu ikke findes på dansk.